# Курилівка (Конотопський район)
Курилівка (до 2016 — Жовтне́ве) — село в Україні, у Дубов'язівській селищній громаді Конотопського району Сумської області. Розташоване за 27 км від райцентру.
Село постраждало внаслідок геноциду українського народу, проведеного окупаційним урядом СССР 1923–1933 та 1946–1947 роках.

## Географія
Село розташоване на правому березі р. Ромен у місці впадіння в неї каналу, який іде від р. Куколка. Вище за течією на відстані  0,5 км — село Капітанівка і водосховище Ромен. Нижче по течії — село Карабутове, вище — Полтавка. Поруч проходить автомобільна дорога Т 1907.

## Історія
Первинна назва села — Курилівка.
На території села знайдено багато металевих і череп'яних предметів, древніх будівель, поховань, зокрема, скіфської доби. Перші письмові згадки про село відносяться до кінця 17 ст. В часи Гетьманщини територіально село належало до Прилуцького полку.
У 1688 р. гетьман Іван Мазепа подарував Курилівку Конотопському сотникові й водночас Корсунському полковникові Федору Кандибі. Маючи маєтності в багатьох місцях поблизу Конотопа та Корсуня, Ф. Кандиба і його син Андрій (Андронник) у Курилівці не проживали. Першим із роду Кандиб на постійне проживання в Курилівку переселився правнук Федора Петро Данилович Кандиба, який після утворення Конотопського повіту (1781 р.) займав посаду почтмейстера. Пізніше в селі проживало кілька сімей цього поміщицького роду, найбагатшим серед яких був Андрій Андрійович Кандиба, який володів козацьким архівом, успадкованим ще від Андронника Кандиби. Цей архів використовував у своїх наукових дослідженнях відомий український історик О.Лазаревський. Помираючи (†1879), А. А. Кандиба передав архів до Київської археографічної комісії. Після революції 1917 року архів було втрачено.
Багато будівель села було зведено в часи Андрія Андрійовича Кандиби: красиві одно- і двоповерхові палаци, механічні майстерні, (депо) сільськогосподарської техніки. У цей період Григорій Петрович Кандиба розпочав будівництво нової церкви Різдва Пресвятої Богородиці на місці старої дерев'яної, а після його смерті у 1843 р. завершували її спорудження його нащадки ще упродовж трьох років. Кам'яна, з найвищою в окрузі дзвіницею, була освячена у 1846 р. Дещо пізніше неподалік, на схилах, що спускались до обмілілої річечки Торговиця, було закладено ландшафтний парк з уквітчаними терасами, альтанками на насипних горах та штучними озерами.
Останнім, хто успадкував кандибівські маєтності, був Сергій Андрійович Кандиба, який створив Дубов'язівське цукрозаводське товариство і став засновником цукрозаводу із змішаним капіталом. Окрім багатства, він успадкував від своїх попередників авторитет і вплив на дворянство і повітове земство.
У 1888 р. у дію було введено приміщення школи (однокласного народного училища), збудованого під керівництвом Сергія Кандиби за сприяння земства та за участю коштів меценатів (за припущеннями дослідника Тихона Осадчого, — чоловіка Г. О. Лазаревської (дочки відомого історика), — частину грошей заповів якийсь Маслов).
На початку XX століття в селі було побудовано лікарню.
З 1917 - у складі УНР. Після поразки у Визвольних змаганнях село було надовго окуповане більшовиками. Сільська церква була зруйнована комуністами.
З численного роду Кандиб в селі нікого не залишилось, деякі з їх нащадків живуть у різних країнах світу, у тому числі у Франції.
З 1924 р. по 1931 р. село було центром Жовтневого району Конотопської округи, а потім Чернігівської губернії. У 1925 р. Курилівку перейменували на Жовтневе. Історичну назву було відтворено лише в 2016 році.
Протягом 1929–1930 рр. комуністи вдавалися до систематичного терору проти козаків, на території Жовтневської сільради людей загнали у 5 так званих колективних господарств. 1931 р. створено Курилівську МТС. У 1932–1933 рр. у Курилівці були масові смерті спричинені терором голодом, також на вулицях помирали прибульці з інших місцевостей, десятки втікачів від голоду та репресій.
На фронтах Другої Світової війни у складі сталінських військ загинуло 212 незаконно мобілізованих курилівців. 
Після звільнення Курилівки від комуністів 1941, НКВД почала вчиняти диверсії. Органи місцевого самоврядування намагалися перешкодити масовому виїзду молоді на роботи до Німеччини,  а місцевий лікар Каріка видавав молодим людям десятки фіктивних довідок про небезпечні хвороби, внаслідок чого були скасовані низка наказів до виїзду в Німеччину. Тим не менше, 1943 комуністи забрали всіх симулянтів до своєї армії, а більшість із них загинула. Проте ті, що поїхали до Німеччини, вижили. 
Ватажків банди НКВД Григорія Осадчого та Петра Гепу німці схопили і ліквідували в Конотопі.
1 вересня 1967 р. було введено в експлуатацію нове двоповерхове приміщення школи, яке було побудоване на кошти місцевого колгоспу (голова правління Навальний Анатолій Васильович).
19 травня 2016 року Верховна Рада України ухвалила постанову про декомунізацію, внаслідок чого селу Жовтневе було повернуто історичну назву Курилівка. Постанова набула чинності 3 червня 2016 року.

## Сучасний стан
На території села діять: сільськогосподарське підприємство ТОВ Агрополіс «Філія Жовтневе», релігійна громада УПЦ МП, сільська лікарська амбулаторія, навчально-виховний комплекс «ЗОШ І–ІІІ ступенів — ДНЗ», сільський Будинок культури та бібліотека, приватні крамниці та поштове відділення.

## Відомі люди, доля яких пов'язана з селом

### У селі народилися
- Баранник Володимир Іванович (1989—2024) — український військовик, учасник російсько-української війни[2].
- Анатолій Гризун (1948‒2018 р.р.) ‒ український поет, літературознавець, доцент Сумського ДПУ ім. А. С. Макаренка;
- Борис Кандиба (1865 ‒ 1929 р.р.) ‒ відомий гідротехнік, професор, який брав участь у розширенні Лібавського порту (1891‒1894р.р.), очолював роботи по реконструкції морських портів, у т.ч. Маріупольського та Миколаївського. Брав участь у проектуванні низки потужних гідроенергетичних комплексів, зокрема Волховської ГЕС та ДніпроГЕСу; здійснював експертизу проектів Волго-Донського каналу та ін. гідротехнічних споруд.
- Рева Артур Дмитрович (2002—2023) — український війсковослужбовець, учасник російсько-української війни.

### У селі проживали
- Наталка Кандиба ‒ українська актриса; у дитячі роки деякий час проживала у своєї бабусі Анни Леонтіївни;
- Юрій Ранюк ‒ науковець, доктор фізико-математичних наук, професор, заслужений діяч культури, батько якого був головним інженером Курилівської МТС у 30-ті роки ХХ ст.